# ГЕС Венда-Нова
ГЕС Венда Нова (порт. Barragem da Venda Nova) — гідроелектростанція на півночі Португалії. Входить до складу каскаду в сточищі річки Каваду, яка тече в Атлантичний океан з гірської системи Peneda-Gerês. При цьому вона знаходиться між ГЕС Alto Rabagao (на лівій притоці Каваду річці Рабагао) та ГЕС Саламонде (на самій Каваду).
Ресурс для роботи станції отримують із згаданої вище Рабагао, яку перекрили бетонною арковою греблею висотою 97 метрів та довжиною 230 метрів, на спорудження якої пішло 228 тис. м3 матеріалу. Вона утримує водосховище із площею поверхні 4 км2 та об'ємом 95 млн м3 (корисний об'єм 93 млн м3), рівень якого за нормальних умов може коливатись між позначками 645 та 700 метрів НРМ.
Машинний зал розташований за декілька кілометрів на північ від водосховища, за водорозділом у долині Каваду. Сюди прокладений дериваційний тунель, який на завершальній стадії переходить у напірний водовід. Можливо відмітити, що невдовзі траса водогону сходиться з трасою іншої подібної споруди, яка веде зі сходу до станції Парадела. Остання ділить з ГЕС Венда-Нова майданчик для машинних залів.
Основне обладнання станції Венда-Нова становлять три турбіни типу Пелтон загальною потужністю 90 МВт, які при напорі від 355 до 414 метрів забезпечують виробництво 384 млн кВт-год електроенергії на рік.
Зв'язок з енергосистемою здійснюється по ЛЕП, що працює під напругою 165 кВ.
Варто також зазначити, що водосховище станції Венда-Нова використали у схемі роботи ГАЕС Венда Нова ІІ (введена в експлуатацію в 2005 році) та ГАЕС Венда Нова ІІІ (завершення будівництва планується на 2017 рік).